# Takuya Honda
Takuya Honda (Sagamihara, 17. travnja 1985.) bivši je japanski nogometaš.

## Klupska karijera
Igrao je za Shimizu S-Pulse, Kashima Antlers, Montedio Yamagata i FC Gifu.

## Reprezentativna karijera
Za japansku reprezentaciju igrao je 2011. godine. Odigrao je 2 utakmice.
S japanskom reprezentacijom igrao je na Azijskom kupu 2011.

## Statistika
| Japan  | Japan | Japan |
| Godina | Nast. | Gol.  |
| ------ | ----- | ----- |
| 2011.  | 2     | 0     |
| Ukupno | 2     | 0     |

## Vanjske poveznice
- National Football Teams
- Japan National Football Team Database